# (4584) Akan
(4584) Akan es un asteroide perteneciente al cinturón de asteroides, descubierto el 16 de marzo de 1990 por Masanori Matsuyama y el también astrónomo Kazuro Watanabe desde el Kushiro Marsh Observatory, Hokkaido, Japón.

## Designación y nombre
Designado provisionalmente como 1990 FA. Fue nombrado Akan en homenaje a Akan un extenso parque nacional en el este de Hokkaido. Designado parque nacional en 1934, tiene un área en total 905 kilómetros cuadrados, dentro del cual se encuentran los tres grandes lagos Akan, Mashu y Kussyaro, así como las montañas volcánicas Meakandake, Oakandake y Mashudake.

## Características orbitales
Akan está situado a una distancia media del Sol de 2,792 ua, pudiendo alejarse hasta 3,349 ua y acercarse hasta 2,234 ua. Su excentricidad es 0,199 y la inclinación orbital 7,695 grados. Emplea 1704 días en completar una órbita alrededor del Sol.

## Características físicas
La magnitud absoluta de Akan es 13. Tiene 14,551 km de diámetro y su albedo se estima en 0,091. Está asignado al tipo espectral C según la clasificación SMASSII.